# Главная последовательность
Главная последовательность — стадия эволюции звёзд, а также область на диаграмме Герцшпрунга — Рассела, образованная звёздами на этой стадии, и соответствующий класс светимости.
На главную последовательность звёзды попадают после стадии протозвезды — когда их единственным источником энергии становятся термоядерные реакции синтеза гелия из водорода, идущие в ядре. В этот момент возраст звезды считается нулевым и она находится на так называемой начальной главной последовательности. По мере исчерпания водорода звезда становится немного ярче, отходит от начальной главной последовательности и, когда в ядре не остаётся водорода, звезда окончательно покидает главную последовательность, причём то, как это происходит, зависит от массы звезды. Однако в любом случае дальнейшие стадии эволюции длятся гораздо меньше, чем стадия главной последовательности, и, как следствие, абсолютное большинство звёзд во Вселенной, включая Солнце, принадлежит главной последовательности. Планетные системы звёзд главной последовательности с небольшой массой представляют интерес при поиске обитаемых планет — ввиду длительного существования и стабильных размеров зоны обитаемости.
Главная последовательность была впервые обнаружена и описана в начале XX века в нескольких независимых работах, в которых строилась диаграмма спектр — светимость. В середине XX века была выяснена природа и эволюция звёзд главной последовательности.
На диаграмме Герцшпрунга — Рассела главная последовательность проходит по диагонали: из верхнего левого угла (высокие светимости, синий цвет) в правый нижний угол (низкие светимости, красный цвет). Таким образом, значения масс, размеров, температур и светимостей звёзд главной последовательности тесно связаны друг с другом и лежат в довольно широком диапазоне.

## Свойства

### Основные свойства
Светимости, радиусы и температуры звёзд главной последовательности варьируют в довольно широком диапазоне: встречаются светимости от 10−4 до 106 L⊙ (и абсолютные звёздные величины от −6m до +16m), радиусы — от 0,1 до более чем 10 R⊙, температуры — от 3 до 50 тысяч K. Тем не менее, эти величины тесно связаны, в результате чего звёзды главной последовательности на диаграмме Герцшпрунга — Рассела занимают практически диагональную полосу, проходящую от ярких голубых звёзд к тусклым красным. Звёзды главной последовательности имеют класс светимости V. 90 % всех звёзд, в том числе и Солнце, принадлежит главной последовательности, что обусловлено большой длительностью этой стадии эволюции (см. ниже).
Вышеперечисленные параметры определяются в первую очередь массой звезды. На них влияют и другие свойства звезды, но в гораздо меньшей степени, чем масса (см. ниже). Если считать звезду абсолютно чёрным телом, то её светимость {\displaystyle L} пропорциональна квадрату радиуса {\displaystyle R} и четвёртой степени эффективной температуры {\displaystyle T} по закону Стефана — Больцмана:
{\displaystyle L=4\pi R^{2}\sigma T^{4},}
где {\displaystyle \sigma } — постоянная Стефана — Больцмана. Этот закон применим ко всем звёздам, а не только к звёздам главной последовательности. Для звёзд главной последовательности масса и светимость связаны одноимённым соотношением: теоретически его можно оценить как {\displaystyle L\propto M^{\alpha }}, где {\displaystyle \alpha =3}, однако для реальных звёзд {\displaystyle \alpha } может принимать значения от 1 до 5 в разных диапазонах масс. Связь массы и радиуса звезды часто описывается похожим соотношением — {\displaystyle R\propto M^{\beta }}, где {\displaystyle \beta } принимает значения не более 1 в разных диапазонах масс, но иногда это соотношение приближают более сложными функциями.
В любом случае выходит, что все четыре параметра оказываются тесно связанными. Теоретические ограничения на массу ограничивают диапазон остальных параметров звёзд. Максимальная масса устойчивых звёзд составляет около 120 M⊙. Хотя известны более массивные звёзды, они оказываются неустойчивыми, пульсируют и теряют массу, выбрасывая вещество в открытый космос, пока не становятся устойчивыми. Нижний предел массы — около 0,08 M⊙: при меньшей массе звезда неспособна поддерживать горение водорода в своих недрах и является коричневым карликом, а не звездой.
| Масса, M⊙ | Светимость, L⊙ | Радиус, R⊙ | Температура, K | Спектральный класс | Примеры          |
| --------- | -------------- | ---------- | -------------- | ------------------ | ---------------- |
| 120       | 1,8⋅106        | 15,8       | 53300          | O3                 |                  |
| 85        | 1,0⋅106        | 13,2       | 50700          | O3                 |                  |
| 60        | 530000         | 10,6       | 48200          | O4                 |                  |
| 40        | 240000         | 8,6        | 43700          | O5                 |                  |
| 25        | 79000          | 6,6        | 38000          | O7                 |                  |
| 20        | 45000          | 5,8        | 35000          | O8                 |                  |
| 15        | 20000          | 4,9        | 31000          | B0                 | Бекрукс          |
| 12        | 10000          | 4,3        | 28100          | B1                 |                  |
| 9         | 4100           | 3,7        | 24200          | B2                 | Спика            |
| 7         | 1800           | 3,3        | 20900          | B3                 |                  |
| 5         | 550            | 2,7        | 17200          | B4                 |                  |
| 4         | 240            | 2,4        | 14900          | B5                 | Ахернар          |
| 3         | 81             | 2,0        | 12200          | B7                 | Регул            |
| 2,5       | 39             | 1,84       | 10700          | B9                 | Сириус           |
| 2         | 16             | 1,64       | 9080           | A2                 | Фомальгаут       |
| 1,7       | 8,0            | 1,52       | 7960           | A7                 | Альтаир          |
| 1,35      | 4,0            | 1,2        | 6400           | F5                 | Процион          |
| 1,08      | 1,45           | 1,05       | 5900           | G0                 | Альфа Центавра A |
| 1         | 1              | 1          | 5800           | G2                 | Солнце           |
| 0,95      | 0,7            | 0,91       | 5600           | G5                 | Мю Кассиопеи     |
| 0,85      | 0,44           | 0,87       | 5300           | G8                 | Тау Кита         |
| 0,83      | 0,36           | 0,83       | 5100           | K0                 |                  |
| 0,78      | 0,28           | 0,79       | 4830           | K2                 | Эпсилон Эридана  |
| 0,68      | 0,18           | 0,74       | 4370           | K5                 | Альфа Центавра B |
| 0,33      | 0,03           | 0,36       | 3400           | M2                 | Лаланд 21185     |
| 0,20      | 0,0005         | 0,21       | 3200           | M4                 | Росс 128         |
| 0,10      | 0,0002         | 0,12       | 3000           | M6                 | Вольф 359        |

При формировании звёзды главной последовательности однородны и состоят в основном из водорода (около 91 % по количеству частиц, 75 % по массе) и гелия (около 9 % по числу частиц, 25 % по массе) — их состав близок к составу межзвёздной среды. Также эти звёзды содержат небольшое количество более тяжёлых элементов. Со временем доля гелия в центре возрастает вследствие идущих термоядерных реакций.
Звёзды главной последовательности принято называть «карликами» вне зависимости от их размера — например, Солнце является жёлтым карликом. Тем не менее, отличие от звёзд-гигантов по светимости прослеживается только для звёзд поздних спектральных классов. Звёзды главной последовательности классов O, B, A и F на диаграмме Герцшпрунга — Рассела располагаются практически там же, где и гиганты этих спектральных классов. Кроме того, не все звёзды, называемые карликами, относятся к главной последовательности: к примеру, белые карлики или коричневые карлики не являются звёздами главной последовательности.

### Вариации температур и светимостей
При сгорании водорода в ядре звёзд образуется гелий, с которым в период, пока звезда находится на стадии главной последовательности, не проходят никакие термоядерные реакции. Водорода в ядре остаётся меньше, из-за чего звезда вынуждена постепенно сжиматься, чтобы компенсировать падение темпа реакций. Это увеличивает давление в ядре, и, следовательно, мощность энерговыделения и светимость звезды. Таким образом, звезда меняет своё положение на диаграмме Герцшпрунга — Рассела ещё тогда, когда находится на главной последовательности, до схода с неё. Например, 4,5 миллиарда лет назад Солнце, уже будучи звездой главной последовательности, имело светимость около 70 % от современной.
Другие явления, такие, как быстрое вращение также могут повлиять на смещение звезды относительно главной последовательности. На светимость и температуру поверхности также влияет металличность звезды. Выделяют отдельный класс звёзд, называемый субкарликами: они выделяют энергию за счёт горения водорода в ядре, но это старые звёзды, бедные тяжёлыми элементами. Из-за этого субкарлики имеют звёздные величины на 1—2m слабее, чем звёзды главной последовательности тех же спектральных классов. Наконец, среди звёзд главной последовательности существуют переменные звёзды, например, переменные типа Дельты Щита, которые, в силу переменности, с некоторым периодом меняют своё положение на диаграмме. Все эти обстоятельства обеспечивают звёздам главной последовательности некоторый разброс на диаграмме цвет — светимость, особенно в области ранних спектральных классов.

### Строение
Ядро является наиболее плотной и горячей частью звезды, в которой происходят ядерные реакции и выделяется энергия (см. ниже). Энергия из ядра может переноситься к поверхности двумя основными способами: конвекцией — перемешиванием вещества, и лучистым переносом — последовательным поглощением и переизлучением фотонов. Конвекция появляется только в том случае, если лучистый перенос неспособен быстро переносить энергию и в какой-то области звезды образуется достаточно большой градиент температуры, что делает её неустойчивой к конвекции.
У звёзд больших масс энерговыделение сильно сосредоточено к центру: например, в звезде массой 10 M⊙ 90 % энергии выделяется во внутренних 10 % массы звезды, а в звезде массой 1 M⊙ такая же доля энергии выделяется во внутренних 70 % массы. Поэтому в ядре градиент температуры достаточно велик и у звёзд с массами более 1,5 M⊙ ядро конвективно, а внешние слои являются областью лучистого переноса. При уменьшении массы размер конвективного ядра становится меньше и появляется конвективная зона у поверхности звезды, так как из-за более низкой температуры внешние слои становятся непрозрачными и уменьшают эффективность лучистого переноса. При массе звезды менее 1,15 M⊙ конвективное ядро полностью исчезает. Таким образом, в диапазоне масс 1,15—1,5 M⊙ звезда имеет две небольших конвективных зоны — в ядре и у поверхности, в то время как остальные части звезды устойчивы к конвекции. При дальнейшем уменьшении массы звезды конвективная зона у поверхности увеличивается, и для звёзд массой менее 0,2—0,5 M⊙ она распространяется на весь объём звезды — маломассивные звёзды являются полностью конвективными.
Структура звезды влияет на её эволюцию (см. ниже): например, маломассивные звёзды полностью конвективны, поэтому гелий, вырабатываемый в ядрах таких звёзд, переносится по всему их объёму. Они остаются химически однородными и продолжают термоядерный синтез до тех пор, пока весь водород в звезде не будет исчерпан. Напротив, у более массивных звёзд в определённый момент образуется гелиевое ядро, и реакции в центре прекращаются. Структура звезды может меняться со временем: по мере накопления гелия прозрачность вещества увеличивается, что может приводить к остановке конвекции в ядрах маломассивных звёзд.

### Энерговыделение
Звёзды главной последовательности выделяют энергию с помощью термоядерных реакций: все они синтезируют гелий из водорода. Существует два пути синтеза гелия: протон-протонный цикл и CNO-цикл. Первый доминирует у звёзд массой менее 1,5 M⊙, второй же вносит основной вклад в светимость более массивных звёзд.
При увеличении массы звезды увеличивается температура и плотность в её ядре, а от этих параметров, в свою очередь, зависит частота термоядерных реакций, и, следовательно, мощность энерговыделения. Для протон-протонного цикла мощность пропорциональна 4-й степени температуры в ядре, а для CNO-цикла — 17-й, поэтому при высоких температурах CNO-цикл начинает играть главную роль.
Диапазон температур в центрах звёзд довольно невелик: например, для звезды с массой 0,1 M⊙ температура в ядре составляет 4 миллиона кельвинов, а для звезды с массой 50 M⊙ — 40 миллионов. Эффективность протон-протонного цикла и CNO-цикла сравнивается при температуре 18 миллионов кельвинов (которая как раз достигается в звёздах с массой 1,5 M⊙), у Солнца с центральной температурой в 16 миллионов кельвинов только 10% энергии выделяется в CNO-цикле.
У звёзд с очень низкой металличностью нуклеосинтез идёт по-другому. Одна из особенностей CNO-цикла состоит в том, что для его хода необходимо наличие углерода, азота и кислорода в веществе звезды. Если этих элементов недостаточно — менее 10−10—10−9 массы звезды, то CNO-цикл проходить не может, и единственным источником энергии остаётся протон-протонный цикл. Чтобы с его помощью выделять достаточно энергии для сохранения гидростатического равновесия, ядро звезды вынуждено сжиматься и нагреваться гораздо сильнее, чем для звезды с нормальной металличностью. В этом случае температура в центре массивных звёзд может достигать 100 миллионов кельвинов, чего уже достаточно для прохождения тройного альфа-процесса с участием гелия. В этой реакции вырабатывается углерод, и, когда его становится достаточно много, энергия начинает выделяться за счёт CNO-цикла, а температура и давление в ядре звезды понижаются до значений, наблюдаемых у нормальных звёзд. Считается, что описанный сценарий реализовывался у звёзд гипотетического населения III: они должны были сформироваться из вещества, образованного при первичном нуклеосинтезе, которое практически не содержало элементов тяжелее гелия.

## Эволюция

### Переход на главную последовательность
Звёзды попадают на стадию главную последовательность после стадии протозвезды, во время которой звезда выделяет энергию за счёт собственного сжатия, но в его конце в ядре звёзды начинается термоядерный синтез. Первоначально сгорают литий и бериллий, после чего начинается синтез гелия из водорода, который какое-то время сопровождается сгоранием дейтерия и гелия-3. Когда мощность этих реакций сравнивается со светимостью звезды, она прекращает сжиматься. Вскоре после этого достигается равновесие между расходом и выработкой дейтерия и гелия-3, а единственным источником энергии звезды становятся термоядерные реакции с участием водорода. Принято считать, что в этот момент звезда попадает на главную последовательность и отсчитывать от него возраст звезды. Область диаграммы Герцшпрунга — Рассела, где располагаются звёзды нулевого возраста, называется начальной главной последовательностью или главной последовательностью нулевого возраста. Она расположена в нижней части главной последовательности — со временем звёзды становятся ярче.

### Эволюция на главной последовательности
При сгорании водорода в ядре звезды накапливается гелий — в зависимости от массы звезды и расположения конвективной зоны он может как равномерно распределяться по всему объёму звезды, так и оставаться внутри ядра. В любом случае, пока звезда находится на главной последовательности, реакции с участием гелия не идут, а концентрация водорода падает. Чтобы компенсировать падение темпа реакций, ядро звезды сжимается и нагревается, что в итоге приводит к увеличению светимости. Повышение светимости сочетается с уменьшением температуры поверхности для массивных звёзд и её ростом для маломассивных — звезда отходит от начальной главной последовательности.
Так, например, за время пребывания на главной последовательности Солнце увеличит свою светимость более чем в 3 раза: 4,5 миллиарда лет назад Солнце находилось на начальной главной последовательности и имело светимость 0,7 L⊙, а через 6,4 миллиарда лет, когда водород в ядре будет исчерпан, оно сойдёт с главной последовательности, имея светимость 2,2 L⊙. Радиус Солнца за время этой стадии увеличится от 0,9 до 1,6 R⊙.

### Сход с главной последовательности
Хотя у всех звёзд главной последовательности накапливается гелий, что в определённый момент приводит к прекращению реакций в ядре, звёзды разной массой завершают эту стадию эволюции по-разному.
Звёзды с массами более 1,2—1,3 M⊙ имеют конвективное ядро достаточных размеров, чтобы в его границах проходили все термоядерные реакции. Ядра таких звёзд химически однородны, и, как следствие, когда доля водорода в ядре падает ниже некоторого предела, реакции прекращаются сразу во всём ядре. Начинается общее сжатие, за счёт которого звезда излучает, при этом она нагревается и становится немного ярче — на диаграмме Герцшпрунга — Рассела звезда движется вверх и влево, описывая так называемый крюк (англ. hook). Благодаря сжатию слои вокруг гелиевого ядра становятся достаточно горячими и плотными, чтобы там началось горение водорода. Сжатие прекращается, а звезда сходит с главной последовательности и становится субгигантом.
У менее массивных звёзд, с массами менее 1,2—1,3 M⊙, но более 0,2 M⊙, конвективное ядро имеет либо слишком малый размер, либо отсутствует, а источники энергии в гораздо меньшей степени сосредоточены в центре. В результате в различных областях звезды водород расходуется с разной скоростью, а звезда оказывается химически неоднородна. В самом центре звезды водород исчерпывается в первую очередь, но в других областях его горение продолжается, поэтому общего сжатия не происходит. В первое время образование гелиевого ядра не влияет на наблюдаемую эволюцию звезды и она не сходит с главной последовательности. Лишь когда ядро становится достаточно массивным и начинает сжиматься, а внешние слои — расширяться и охлаждаться, считается, что звезда переходит на ветвь субгигантов.
Звёзды наименьшей массы — менее 0,2 M⊙, полностью конвективны и остаются химически однородными на протяжении практически всей своей эволюции. По мере накопления гелия такие звёзды — красные карлики — становятся ярче и горячее и превращаются в голубые карлики, а затем, когда водород во всей звезде исчерпывается — в белые карлики. Однако из-за очень большого срока жизни таких звёзд, который должен превышать возраст Вселенной (см. ниже), заметно проэволюционировавшие звёзды малых масс не наблюдаются — имеются лишь теоретические расчёты эволюции таких звёзд.

### Длительность стадии главной последовательности
Срок нахождения звезды на главной последовательности определяется количеством энергии, которое звезда может получить, сжигая водород в ядре, и её светимостью. При делении одной величины на другую получается время, называемое ядерной временной шкалой. Например, если Солнце сможет сжечь в ядре около 10 % своей массы, а при превращении водорода в гелий только 0,7 % массы вещества переходит в энергию, то ядерная временная шкала для Солнца {\displaystyle t_{\odot }} может быть оценена как:
{\displaystyle t_{\odot }\approx {\frac {0.007\cdot 0.1M_{\odot }c^{2}}{L_{\odot }}},}
где {\displaystyle M_{\odot }} — масса Солнца, {\displaystyle L_{\odot }} — солнечная светимость, {\displaystyle c} — скорость света. Величина {\displaystyle t_{\odot }} получается равной порядка 1010 лет. Из таких же соображений ядерную временную шкалу {\displaystyle t} можно оценить и для других звёзд:
{\displaystyle t\approx t_{\odot }{\frac {M}{M_{\odot }}}{\frac {L_{\odot }}{L}},}
где {\displaystyle M,L} — соответственно масса и светимость выбранной звезды. Для звёзд главной последовательности светимость возрастает быстрее массы, поэтому, чем больше масса звезды, тем меньше её срок её нахождения на этой стадии. Если грубо принять соотношение масса — светимость за {\displaystyle L\propto M^{4}} для большинства звёзд, то время жизни будет зависеть от массы как {\displaystyle t\propto M^{-3}}. Для наиболее массивных звёзд соотношение приближается к {\displaystyle L\propto M}, поэтому для них срок жизни перестаёт уменьшаться с ростом массы и приходит к значению порядка нескольких миллионов лет, что очень мало по астрономическим меркам. Напротив, самые маломассивные звёзды могут находиться на главной последовательности до десятков триллионов лет. Такой большой срок, превышающий нынешний возраст Вселенной, достигается не только благодаря низкой светимости, но и по той причине, что самые маломассивные звёзды полностью конвективны и тратят в ядерных реакциях весь водород, который имеют.
Эта особенность позволяет определять возраст звёздных скоплений с учётом того, что звёзды в них образовались практически одновременно. На диаграмме Герцшпрунга — Рассела для скопления главная последовательность ограничена слева и переходит в ветвь субгигантов: самые массивные звёзды уже сошли с главной последовательности, а те звёзды, срок жизни которых совпадает с возрастом скопления, должны переходить на ветвь субгигантов и находиться на точке поворота. Чем более тусклыми и красными являются звёзды на точке поворота, тем меньше их масса и тем больше возраст скопления.
Стадия главной последовательности также является самой длительной стадией эволюции звёзд, поэтому 90 % звёзд принадлежит именно главной последовательности. Это вызвано тем, что на последующих стадиях звёзды имеют значительно большую светимость и быстрее расходуют энергию. Кроме того, горение водорода обеспечивает большее энерговыделение на единицу массы, чем другие термоядерные реакции, а сам водород — наиболее распространённый элемент во Вселенной. Так, например, для Солнца с начала его формирования до превращения в белый карлик пройдёт 12,4 миллиарда лет, из которых на главной последовательности оно проведёт 10,9 миллиардов лет. При этом параметры звёзд во время стадии главной последовательности меняются слабее, чем на других стадиях, поэтому на диаграмме Герцшпрунга — Рассела главная последовательность оказывается не только самой многочисленной, но и очень плотно заселённой областью.
По вышеперечисленным причинам звёзды главной последовательности небольших масс представляют интерес при поиске потенциально обитаемых планет и внеземной жизни. Благодаря малой скорости изменения светимости, размер зоны обитаемости вокруг звезды также меняется медленно, поэтому у жизни оказывается достаточно времени для появления и развития. Звёзды главной последовательности, более массивные, чем Солнце, эволюционируют быстрее и дают планетам меньше времени для развития на них жизни. У наименее массивных звёзд наличие жизнепригодных планет также маловероятно: зона обитаемости располагается очень близко к ним, поэтому планеты с высокой вероятностью оказываются приливно синхронизированными и подвергаются сильному воздействию звёздного ветра. По этим причинам наиболее предпочтительными для возникновения жизни считаются жёлтые и оранжевые карлики.

## История изучения
Предпосылкой к обнаружению главной последовательности стало построение диаграммы «цвет — абсолютная звёздная величина» для некоторых звёзд. Впервые их использовали в своих работах независимо друг от друга Эйнар Герцшпрунг и Генри Расселл в 1905—1913 годах, благодаря чему такие диаграммы и подобные им стали называть диаграммами Герцшпрунга — Рассела. Оба учёных ожидали увидеть приблизительно равномерное распределение звёзд на диаграмме, но обнаружили, что большинство звёзд располагается вдоль диагональной полосы, которая и была названа главной последовательностью. Герцшпрунг также заметил, что звёзды поздних спектральных классов бывают либо гораздо ярче, либо гораздо тусклее, чем Солнце, и ввёл термины «гиганты» и «карлики» применительно к звёздам.
В 1943 году Уильям Морган, Филипп Кинан и Эдит Келлман улучшили систему спектральной классификации, добавив в неё класс светимости. Усовершенствованная система получила название Йеркской системы, звёзды главной последовательности получили в ней класс светимости V. Принадлежность звезды к классу светимости стало возможно определять не только на основании светимости, но и по виду спектра, в частности, по ширине спектральных линий.
Вместе с тем развивались представления о физических свойствах звёзд и их эволюции. В конце XIX века считалось, что все звёзды излучают за счёт гравитационного сжатия, но такая гипотеза была отвергнута, поскольку она не могла объяснить тот факт, что Солнце существует уже миллиарды лет. В начале XX века Артур Эддингтон выдвинул гипотезу, что звёзды излучают благодаря превращению водорода в гелий с потерей массы, а в 1930-х годах были открыты протон-протонный цикл и CNO-цикл, посредством которых такое превращение возможно.
Хотя долгое время существовало представление о том, что звёзды главной последовательности и гиганты являются разными стадиями эволюции, направление эволюции не было точно известно. В 1954 году Аллан Сендидж выяснил, что звёзды становятся гигантами после стадии главной последовательности, а не наоборот. Кроме того, он обнаружил, что звёзды главной последовательности в основном эволюционируют перпендикулярно ей, а не вдоль. Таким образом, представление о главной последовательности уже приблизилось к современным.
На данный момент уже разработаны подробные модели эволюции, учитывающие множество эффектов, например, вращение звезды и потеря ей массы. Большое внимание в таких моделях уделяется стадии главной последовательности. Исследования с помощью современных телескопов, таких как Gaia, предоставляют большие объёмы информации о звёздах, в том числе и о звёздах главной последовательности, что позволяет точно определять их свойства.